# 山梨県立韮崎高等学校
山梨県立韮崎高等学校（やまなしけんりつ にらさきこうとうがっこう）は、山梨県韮崎市に所在する公立の高等学校。通称は「韮高（にらこう または にらたか）」。

## 設置学科
- 全日制課程
  - 普通科
  - 文理科
- 定時制課程
  - 普通科 （昼間）

## 概要
- サッカー部の活動で全国的にもその名が知られている。1975年の高校総体サッカー競技では優勝しているのをはじめ、選手権大会ではベスト4進出11回、うち決勝進出5回を誇る。ただし選手権で優勝したことは一度もない。
- 「文武両道」が掲げられ、部活動が盛んである。高校総体では、上述のサッカー部のほか過去に山岳部、弓道部が優勝している。

## 沿革
- 1922年9月21日 - 山梨県立韮崎中学校設置を認められた。
- 1927年2月25日 - 町村組合立韮崎実科高等女学校設置を認められた。翌年、山梨県韮崎実科高等女学校と改称。
- 1946年3月1日 - 県営移管により山梨県立韮崎高等女学校と改称。
- 1948年4月1日 - 学制改革によりそれぞれ山梨県立韮崎第一高等学校、山梨県立韮崎第二高等学校と改称。
- 1949年7月30日 - 定時制課程の設置を認められた。
- 1950年4月1日 - 高等学校再編により、県立韮崎第一高校及び県立韮崎第二高校を統合し県立韮崎高校と改称。
- 1950年4月1日 - 普通・商業・家庭科の三課程を設置。
- 1955年4月1日 - 定時制藤井分校並びに農林高校甘利分校を本校に統合。
- 1957年4月1日 - 定時制課程が旧地方事務所庁舎跡（日之出町）に移転し、短期産業課程商業科（2年、昼間授業）の設置が認められた。
- 1963年4月1日 - 商業科課程･家庭科課程を廃止。定時制短期商業課程募集停止，昼間2部･夜間部の三部制授業を開始
- 1972年3月31日 - 定時制新校舎が竣工し移転。
- 1972年7月15日 - 創立50周年記念事業として韮葉館（同窓会館）が完成。
- 1988年3月15日 - 朋来文化創造館が完成。
- 1996年5月29日 - 山梨県高等学校整備新構想により専門教育学科（文理科）の設置を認められた。
- 1997年4月1日 - 専門教育学科（文理科）を開設。

## 校歌
作詞は深尾須磨子、作曲は伊藤武雄、<re。

## 部活動

### 運動部
- サッカー
- 野球
- 陸上
- バスケットボール(男子/女子)
- バレーボール
- ソフトテニス(男子/女子)
- 卓球
- 山岳
- ハンドボール
- ソフトボール
- 弓道
- 剣道
- バドミントン
- 水泳

### 文化部
- 放送
- 吹奏楽
- 合唱
- 書道
- 茶道
- 華道
- 箏曲
- 美術
- 写真
- ギター
- イラスト
- 物理化学
- 環境科学
- 生物研究
- 英会話同好会
- 文芸同好会
- 過去にアマチュア無線部があり、呼出符号JE1ZDDが存在した。

## 著名な関係者

### 元教職員
- 金丸信（元自民党衆議院議員、元副総理） 前身の旧制韮崎中学時代、博物（現在でいう生物）と柔道の教諭をしていた。

### 出身者
学術
- 大村智（有機化学者、北里大学特別栄誉教授、元高校教員、ノーベル生理学・医学賞受賞者）

政治
- 中島真人（元自民党参議院議員、内閣府副大臣）
- 輿石東（元参議院議員、第30代参議院副議長、民主党幹事長・参議院議員会長、元学校教員）
- 横内正明（元山梨県知事）
- 内藤久夫（韮崎市長）
- 大柴邦彦（北杜市長、元山梨県議会議長）

芸能
- 神麗華（元宝塚歌劇団雪組娘役スター）
- 若尾綾香（モデル、タレント）
- 三澤紗千香（声優）
- 春風亭弁橋（落語家）

スポーツ界
- 塚田雄二（元サッカー選手、サッカー指導者）
- 羽中田昌（元サッカー選手、サッカー指導者）
- 小林慎二（元サッカー選手、サッカー指導者）
- 坂本武久（元サッカー選手）
- 大柴克友（元サッカー選手）
- 堀井岳也（元サッカー選手）
- 中田英寿（元サッカー選手）
- 石原克哉（元サッカー選手）
- 東條公平（元サッカー選手）
- 仲田建二（元サッカー選手）
- 鶴見智美（元サッカー選手）
- 深井正樹（元サッカー選手）
- 千野俊樹（元サッカー選手）
- 柏好文（サッカー選手）
- 山本健一（トレイルランナー）
- 永井正尚（元プロ野球選手）
- 石川明日香（バスケットボール選手）

その他
- 皆川豪志（ジャーナリスト）[要出典]